# Meimoon Ghal'eh

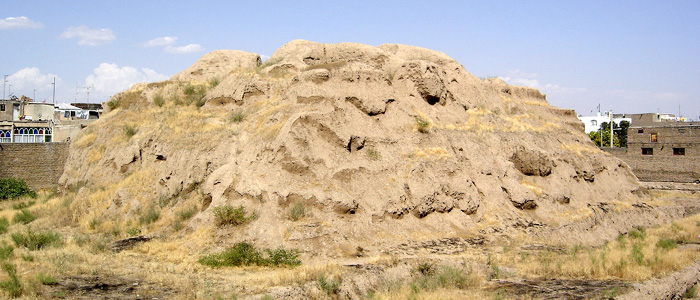
Die durch Abgase der Stadt Qazvin stark verwitterte Burgruine Meimoon Ghal'eh

Meimoon Ghal'eh oder Maimūn Ghal'eh (persisch میمون قلعه‎) ist eine Burgruine, die im Süden der Stadt Qazvin liegt und zur gleichnamigen iranischen Provinz gehört.

Die Ruine liegt in der Stadt Qazvin, weshalb sie durch Abgase und sonstige Luftverschmutzung sehr stark angegriffen ist. Sie liegt auf einem Areal von 5000 m². Das, was von dem einstigen Bauwerk zurückgeblieben ist, deutet an, dass ein großes Kuppelgewölbe vorhanden gewesen sein muss. Von den Zimmerdecken hingegen ist nichts mehr vorzufinden. Die Befestigungsanlage andererseits weist ein unterirdisches Netzwerk dreier ost-westlich ausgerichteter Tunnel auf, die gekreuzt werden durch einen Tunnel mit nord-südlichem Verlauf. Die unterschiedlichen Ebenen waren durch spiralförmige Treppenverläufe miteinander verbunden. Es wird davon ausgegangen, dass die Hauptzugänge zum Anwesen auf der Nordseite gelegen haben müssen. Das Kuppelgebäude wurde von acht Ziegeltürmen flankiert. 
 Allem Anschein nach diente das Bauwerk militärischen Zwecken.
Das Herstellungsdatum der Anlage ist unbekannt, wird aber der Ära des Abbasiden-Kalifats (mit Beginn im 8. Jahrhundert) zugeordnet. Es wird vermutet, dass Musa al-Hādī Auftraggeber der Erstellung der Burg um das Jahr 784 war. Andere Experten legen die Herkunft der Burg in die spätere Ära der Buyiden (um 930 bis 1062), worauf Werkzeuge hinweisen sollen, die seitlich des Bauwerkes ausgegraben wurden.